# توله‌سگ شجاع چاقالو
توله‌سگِ شجاعِ چاقالو (انگلیسی: Fatty's Plucky Pup) یک فیلم کوتاه کمدی به کارگردانی و بازیگری راسکو آرباکل است که در سال ۱۹۱۵ منتشر شد.

## گزیدهٔ بازیگران
- راسکو آرباکل
- فیلیس آلن
- جو بوردو
- ادگار کندی
- هنک من
- اَل سنت جان
- تد ادواردز